# Facundo Saravia
Facundo Ezequiel Saravia Salvia (Montevideo, 9 settembre 2002) è un calciatore uruguaiano, difensore del Danubio.

## Biografia
È fratello minore di Rodrigo Saravia, a sua volta calciatore professionista.

## Caratteristiche tecniche
Gioca come terzino destro.

## Carriera
Saravia è cresciuto nel settore giovanile del Danubio dove ha debuttato il 26 giugno 2021 nell'incontro di Segunda División vinto 1-0 contro il Villa Teresa. In seguito alla promozione del club al termine della stagione, il 10 settembre 2022 ha giocato il suo primo incontro di Primera División contro il Montevideo Wanderers.

## Statistiche

### Presenze e reti nei club
Statistiche aggiornate al 3 maggio 2024.
| Stagione        | Squadra         | Campionato      | Campionato | Campionato | Coppe nazionali | Coppe nazionali | Coppe nazionali | Coppe continentali | Coppe continentali | Coppe continentali | Altre coppe | Altre coppe | Altre coppe | Totale | Totale | Totale |
| Stagione        | Squadra         | Comp            | Pres       | Reti       | Comp            | Pres            | Reti            | Comp               | Pres               | Reti               | Comp        | Pres        | Reti        | Pres   | Reti   |        |
| --------------- | --------------- | --------------- | ---------- | ---------- | --------------- | --------------- | --------------- | ------------------ | ------------------ | ------------------ | ----------- | ----------- | ----------- | ------ | ------ | ------ |
| 2021            | Danubio         | SD              | 2          | 0          |                 | -               | -               |                    | -                  | -                  |             | -           | -           | 2      | 0      |        |
| 2022            | Danubio         | PD              | 1          | 0          | CU              | 0               | 0               |                    | -                  | -                  |             | -           | -           | 1      | 0      |        |
| 2023            | Danubio         | PD              | 17         | 0          | CU              | 0               | 0               | CS                 | 3                  | 0                  |             | -           | -           | 20     | 0      |        |
| 2024            | Danubio         | PD              | 3          | 0          | CU              | 0               | 0               | CS                 | 2                  | 0                  |             | -           | -           | 5      | 0      |        |
| Totale carriera | Totale carriera | Totale carriera | 23         | 0          |                 | 0               | 0               |                    | 5                  | 0                  |             | -           | -           | 28     | 0      |        |